# حب عبر الزمن
حب عبر الزمن (بالبرتغالية: Além do Tempo‏) هو مسلسل برازيلي.

## مراحل أحداث المسلسل

### المرحلة الأولى
تحدث المرحلة الأولى في القرن التاسع عشر، وتصور قصة حب غير محتملة، لكنها قوية لدرجة أنه حتى الموت لا يمكن أن يهزمها. ليفيا ديفوري وفيليب كاستيليني ينتميان إلى طبقات اجتماعية مختلفة: ليفيا امرأة شابة متواضعة، أُجبرت على العيش في دير المدينة بسبب فرض والدتها إميليا.
ليفيا وفيليب يقعان في الحب كما تلتقي عيونهما للمرة الأولى معه. ومع ذلك، فإن عيش هذه العاطفة يبدو مستحيلاً في مواجهة العديد من العقبات.

### المرحلة الثانية
سوف تستمر خصائصهم الأساسية، لكن لديهم فرصة جديدة للتطور، ليكونوا أشخاصًا أفضل، من أجل المغفرة، والحب بشكل أعمق.
بعد 150 عامًا، ستتاح لجميع الشخصيات فرصة لأصلاح أخطاء الماضي.

## روابط خارجية
- حب عبر الزمن على موقع IMDb (الإنجليزية)
- حب عبر الزمن على موقع كينوبويسك (الروسية)
- حب عبر الزمن على موقع قاعدة بيانات الفيلم (الإنجليزية)